# Реперфузійне пошкодження
Реперфузійне пошкодження, яке іноді називають ішемічно-реперфузійним пошкодженням (ІРП) або реоксигенаційним пошкодженням, є пошкодженням тканини, викликаним відновленням кровопостачання (ре- + перфузія) після періоду ішемії або нестачі кисню (аноксія або гіпоксія). Відсутність кисню та поживних речовин у крові під час ішемічного періоду створює умови, за яких відновлення кровообігу призводить до запалення та окисного пошкодження через індукцію окисного стресу, а не (або разом із) відновленням нормальної функції.
Реперфузійне пошкодження відрізняється від синдрому церебральної гіперперфузії (іноді його називають «синдром реперфузії»), стану аномальної церебральної вазодилатації.

## Механізми
Реперфузія ішемізованих тканин часто пов’язана з мікросудинним пошкодженням, зокрема через підвищення проникності капілярів і артеріол, що призводить до посилення дифузії та фільтрації рідини через тканини. Активовані ендотеліальні клітини виробляють більше активних форм кисню, але менше оксиду азоту після реперфузії. Такий дисбаланс призводить до подальшої запальної відповіді.  Запалення частково відповідає за пошкодження внаслідок реперфузійного ушкодження. Лейкоцити, які мігрують в цю ділянку з кров’ю, що повертається, вивільняють безліч факторів запалення, таких як інтерлейкіни, а також вільні радикали у відповідь на пошкодження.  Відновлений кровотік знову приносить кисень у клітини, що пошкоджує клітинні білки, ДНК і плазматичну мембрану. Пошкодження клітинної мембрани може, у свою чергу, викликати вивільнення більшої кількості вільних радикалів. Ці радикали опосередковано активують апоптоз. Лейкоцити також можуть зв'язуватися з ендотелієм дрібних капілярів, що призводить до їх закупорки та до більшої ішемії. 
Реперфузійне пошкодження відіграє важливу роль при інсульті. Подібні процеси залучаються розвитку до мозкової недостатності після зупинки серця.  Управління цими процесами є предметом постійних досліджень. Вважається, що повторювані напади ішемії та реперфузійного ураження також є фактором, що призводить до утворення та відсутності загоєння хронічних ран, таких як пролежні та виразка діабетичної стопи.  Постійний тиск обмежує кровопостачання та викликає ішемію, а під час реперфузії виникає запалення. Коли цей процес повторюється, він зрештою пошкоджує тканину настільки, що може спричинити появу рани. 
Основною причиною гострої фази ішемічно-реперфузійного ураження є дефіцит кисню і, отже, зупинка генерації АТФ (клітинної енергетичної валюти) шляхом окисного фосфорилювання мітохондрій. Вважається, що мітохондріальний комплекс I є найбільш вразливим ферментом до ішемії/реперфузії тканин, але механізм пошкодження в різних тканинах різний. Наприклад, ішемія/реперфузійне пошкодження головного мозку опосередковується через окисно-відновну інактивацію комплексу I.  Було виявлено, що нестача кисню призводить до умов, при яких мітохондріальний комплекс I втрачає свій природний кофактор флавінмононуклеотид (FMN) і стає неактивним.  Коли присутній кисень, фермент каталізує фізіологічну реакцію окислення NADH убіхіноном, надаючи електрони по дихальному ланцюгу (комплекси III і IV). Ішемія призводить до різкого підвищення рівня сукцинату .  У присутності сукцинату мітохондрії каталізують зворотний перенос електронів, так що фракція електронів із сукцинату спрямовується проти ланцюга до FMN комплексу I.  Зворотний перенос електронів призводить до зменшення FMN комплексу I, збільшення генерації активних форм кисню з подальшою втратою відновленого кофактора (FMNH2) і порушення виробництва енергії мітохондріями.  Втрату FMN через пошкодження комплексу I та I/R можна полегшити введенням попередника FMN, рибофлавіну. 
Реперфузія може викликати гіперкаліємію. 
Реперфузійне пошкодження є основною проблемою при трансплантації печінки . 

## Лікування

### Лікувальна гіпотермія
Терапевтичний ефект гіпотермії не обмежується обміном речовин і стабільністю мембран. Гіпотермія також може запобігти травмам, які виникають після відновлення кровообігу в мозку, або тому, що називається реперфузійним пошкодженням. Фактично, людина, яка страждає від ішемічного ураження, продовжує страждати від травми навіть після відновлення кровообігу. На щурячій моделі було показано, що нейрони часто гинуть через 24 години після відновлення кровотоку. Деякі дослідники припускають, що ця відстрочена реакція походить від різних запальних імунних реакцій, які виникають під час реперфузії.  Ці запальні реакції спричиняють підвищення внутрішньочерепного тиску, який призводить до пошкодження клітин і до їх загибелі в деяких ситуаціях. Доведено, що гіпотермія сприяє підтримці помірного внутрішньочерепного тиску і, отже, мінімізує шкідливий вплив запальних імунних реакцій під час реперфузії. Доведено також, що гіпотермія мінімізує вироблення вільних радикалів під час реперфузії. Вважається, що ці два механізми, обумовлюють те, що гіпотермія покращує стан пацієнтів після блокування кровотоку до мозку. 

### Лікування сірководнем
Існують деякі попередні дослідження на мишах, які, здається, вказують на те, що лікування сірководнем (H2S) може мати захисний ефект проти реперфузійного пошкодження. 

### Циклоспорин
На додаток до добре відомих імуносупресивних можливостей циклоспорину, було виявлено, що його одноразове введення під час черезшкірного коронарного втручання (ЧКВ) забезпечує 40% зменшення розміру інфаркту в дослідженні невеликої групи пацієнтів із реперфузійним ушкодженням, опублікованому в журналі The New England Journal of Medicine у 2008 році. 
Дослідження підтвердили, що циклоспорин пригнічує дію циклофіліну D, білка, який індукується надмірним внутрішньоклітинним потоком кальцію для взаємодії з іншими компонентами пор і допомагає відкрити мітохондріальні пори проникності (MPT). Показано, що інгібування циклофіліну D запобігає відкриттю пор MPT і захищає мітохондрії та виробництво клітинної енергії від надмірного надходження кальцію. 
У дослідженнях CIRCUS і CYCLE розглядалося використання циклоспорину одноразово внутрішньовенно безпосередньо перед перфузійною терапією. Обидва дослідження виявили відсутність статистичних відмінностей у результатах застосування циклоспорину.  
Реперфузія призводить до біохімічного дисбалансу, що призводить до загибелі клітини та збільшення розміру інфаркту. Зокрема, перевантаження кальцієм і надмірне виробництво активних форм кисню в перші кілька хвилин після реперфузії викликають каскад біохімічних змін, які призводять до відкриття так званої пори мітохондріальної проникності (MPT-пори) у мітохондріальній мембрані серцевих клітин. 
Відкриття MPT-пор призводить до надходження води в мітохондрії, що призводить до їх дисфункції та колапсу. Після розпаду мітохондрій вивільняється кальцій, який надходять у інші мітохондрії. Виниках каскад подій, які призводять до зменшення або повної зупинки виробництва енергії в клітині. Припинення вироблення енергії призводить до загибелі клітини. Захист мітохондрій є перспективною кардіопротекторною стратегією. 

### Терапія стовбуровими клітинами
Деякі дослідження свідчать про можливий сприятливий вплив мезенхімальних стовбурових клітин на реперфузійне ураження серця та нирок.  

### Супероксиддисмутаза
Супероксиддисмутаза є ефективним антиоксидантним ферментом, який перетворює супероксид-аніони на воду та перекис водню. Доклінічні дослідження показали значні терапевтичні ефекти на моделях реперфузійного ушкодження після ішемічного інсульту.  

### Метформін
Серія досліджень 2009 року, опублікованих у Journal of Cardiovascular Pharmacology, свідчить про те, що метформін може запобігти реперфузійному пошкодженню серця шляхом інгібування мітохондріального комплексу I та відкриття пор MPT у щурів.  

### Рибофлавін
У неонатальній моделі ішемії/реперфузії головного мозку in vivo пошкодження тканин можна полегшити введенням попередника FMN, рибофлавіну, який запобігає інактивації мітохондріального комплексу I.  

### Канабіноїди
Дослідження, опубліковане в 2012 році, показує, що синтетичний аналог фітоканабіноїду тетрагідроканнабіварин (THCV), Δ8-тетрагідроканнабіварин (Δ8-THCV) і його метаболіт 11-OH-Δ8-THCV запобігають реперфузійному пошкодженню печінки шляхом зменшення окисного стресу та запальних реакцій. через канабіноїдні рецептори CB2 і, таким чином, зменшує пошкодження тканин і запалення з захисним ефектом від пошкодження печінки. Попередня обробка антагоністом рецептора CB2 послаблювала захисні ефекти Δ8- THCV, тоді як антагоніст CB1 мав тенденцію посилювати його. 
Попереднє дослідження, опубліковане в 2011 році, показало, що каннабідіол (CBD) також захищає від ішемії/реперфузії печінки шляхом послаблення запальної сигналізації та відповіді на окислювальний і нітративний стрес і, таким чином, загибелі клітин і пошкодження тканин, але незалежно від класичних рецепторів CB1 і CB2. 

## Захист від реперфузії в облігатних сплячих тварин
Облігатні сплячі тварини, такі як ховрахи, виявляють стійкість до ішемічного/реперфузійного ушкодження печінки, серця та тонкої кишки під час сезону сплячки, коли відбувається перехід від метаболізму вуглеводів до метаболізму ліпідів для постачання клітинної енергії.    Цей метаболічний перемикач обмежує анаеробний метаболізм і утворення лактату, що є провісником поганого прогнозу та поліорганної недостатності після травми. Крім того, підвищення метаболізму ліпідів генерує кетонові тіла та активує рецептори, що активуються проліферацією пероксисом (PPAR), обидва з яких, як було показано, захищають від пошкодження ішемія/реперфузія. 